# U/21 Europamesterskabet i fodbold 2015
U-21 Europamesterskaberne i fodbold 2015 var det 20. i rækken af officielle europamesterskaber for U-21-landshold, arrangeret af UEFA. Slutrunden afholdes i Tjekkiet, der blev valgt som vært af UEFAs eksekutivkommité den 20. marts 2012.
Der var 52 hold, der deltog i kvalifikationsturneringen, som fandt sted mellem marts 2013 og oktober 2014. I kvalifikationsturneringen skulle der findes syv hold, der sammen med de tjekkiske værter deltog i slutrunden. I turneringen var det tilladt at stille med spillere, der var født 1. januar 1992 eller senere.
Ud over europamesterskabet kæmpes der i slutrunden også om de europæiske pladser til sommer-OL 2016 i Rio de Janeiro. Der er afsat fire pladser til Europa ved OL, hvilket betyder, at de fire semifinalister i princippet kvalificerer sig til OL. Imidlertid kan England ikke få en af disse pladser, da landet ikke er en selvstændig olympisk nation (en del af Storbritannien), så hvis England kvalificerer sig til semifinalerne, skal de to treere i slutrundens grupper spille en playoff-kamp om den sidste OL-plads.
Vinderne fra de foregående mesterskaber var Spanien, der vandt finalen i Israel over Italien med 4-2, men vinderne er ikke automatisk sikret plads i slutrunden, og Spanien måtte se sig besejret i playoff-mødet med Serbien til dette mesterskab.

## Kvalifikation til slutrunden
De syv hold, der kvalificerede sig til slutrunden, måtte gennem to trin for at nå så langt. Først blev der spillet gruppespil i ti grupper med fem eller seks hold i hver gruppe. Vinderne fra de ti grupper samt de fire bedst placerede toere blev sat sammen to og to i playoff-kampe (to kampe på hvert af holdenes hjemmebaner). De syv vindere af disse playoff-kampe var derpå kvalificeret til slutrunden sammen med værtsnationen, Tjekkiet.

### Kvalificerede hold
Følgende otte hold deltager i slutrunden.
| Land     | Kvalifikation                                    | Tidligere optrædener i slutrunden1 kun U-21-perioden (siden 1978)                                         |
| -------- | ------------------------------------------------ | --- |
| Tjekkiet | Værtsland                                        | 11 (19785, 19805, 19885, 19905, 19925, 19945, 1996, 2000, 2002, 2007, 2011)                               |
| Danmark  | Vinder af gruppe 2 og playoff mod Island         | 5 (1978, 1986, 1992, 2006, 2011)                                                                          |
| England  | Vinder af gruppe 1 og playoff mod Kroatien       | 12 (1978, 1980, 1982, 1984, 1986, 1988, 2000, 2002, 2007, 2009, 2011, 2013)                               |
| Tyskland | Vinder af gruppe 6 og playoff mod Ukraine        | 11 (19822, 19842, 19882, 19902, 1992, 1996, 1998, 2004, 2006, 2009, 2013)                                 |
| Italien  | Vinder af gruppe 9 og playoff mod Slovakiet      | 17 (1978, 1980, 1982, 1984, 1986, 1988, 1990, 1992, 1994, 1996, 2000, 2002, 2004, 2006, 2007, 2009, 2013) |
| Portugal | Vinder af gruppe 8 og playoff mod Holland        | 6 (1994, 1996, 2002, 2004, 2006, 2007)                                                                    |
| Serbien  | Toer i gruppe 9 og vinder af playoff mod Spanien | 6 (19783, 19803, 19843, 19903, 20044, 20064, 2007, 2009)                                                  |
| Sverige  | Vinder af gruppe 7 og playoff mod Frankrig       | 6 (1986, 1990, 1992, 1998, 2004, 2009)                                                                    |

1 Fed skrift viser, at landet blev mestre dette år. Kursiv viser, at landet var vært.
2 Som Vesttyskland
3 Som Jugoslavien
4 Som Serbien og Montenegro
5 Som Tjekkoslovakiet

## Stadioner
| Prag              | Prag              | Olomouc           | Uherské Hradiště          |
| ----------------- | ----------------- | ----------------- | ------------------------- |
| Eden Arena        | Generali Arena    | Andrův Stadion    | Miroslava Valenty-stadion |
| Kapacitet: 20.800 | Kapacitet: 13.800 | Kapacitet: 19.784 | Kapacitet: 8.121          |

## Dommere
Seks forskellige hold af dommere dømte ved turneringen:
| Land       | Dommer                   | Linjedommere                                  | Måldommere                                      |
| ---------- | ------------------------ | --------------------------------------------- | ----------------------------------------------- |
| Frankrig   | Clément Turpin           | Frédéric Cano Nicolas Danos                   | Fredy Fautrel Nicolas Rainville                 |
| Grækenland | Anastasios Sidiropoulos  | Damianos Efthymiadis Polychronis Kostaras     | Michael Koukoulakis Stavros Tritsonis           |
| Holland    | Danny Makkelie           | Mario Diks Hessel Steegstra                   | Kevin Blom Jochem Kamphuis                      |
| Polen      | Szymon Marciniak         | Paweł Sokolnicki Tomasz Listkiewicz           | Paweł Raczkowski Tomasz Musiał                  |
| Rusland    | Sergei Karasev           | Anton Averyanov Tikhon Kalugin                | Sergey Lapochkin Sergey Ivanov                  |
| Spanien    | Javier Estrada Fernández | Miguel Martínez Munuera Teodoro Sobrino Magán | Alejandro Hernández Hernández Jesús Gil Manzano |

| Land     | Fjerdedommer             |
| -------- | ------------------------ |
| Tjekkiet | Jan Paták Ondrej Pelikan |

## Gruppespillet i slutrunden
De otte slutrundedeltagere er opdelt i to grupper med hver fire hold. Som værter var Tjekkiet topseedet og spiller i gruppe A, mens England som højest rangerende hold blev topseedet i gruppe B. I grupperne spiller alle hold mod alle, hvorpå de to bedst placerede kvalificerer sig til finalerunden.

### Tiebreak
Reglerne for avancement i tilfælde af pointlighed er følgende:
1. Højeste antal point opnået mod de øvrige hold, som er med i pointligheden
2. Bedste målforskel opnået i kampene mod de øvrige hold, som er med i pointligheden
3. Højeste antal mål scoret mod de øvrige hold, som er med i pointligheden

Hvis disse regler ikke giver en afgørelse, fortsættes med følgende:
1. Bedste målforskel i hele gruppen
2. Flest scorede mål i hele gruppen
3. Placering på UEFA's officielle U-21-rangliste.

Hvis kun to hold står helt lige baseret på de fem første kriterier, afgøres videre deltagelse ved en straffesparkskonkurrence mellem de to.

### Gruppe A
| Pos | Hold     | K | V | U | T | M+ | M- | MF | P | Grupperesultat                                 |
| --- | -------- | - | - | - | - | -- | -- | -- | - | ---------------------------------------------- |
| 1   | Danmark  | 3 | 2 | 0 | 1 | 4  | 4  | 0  | 6 | Kvalificeret til slutspillet og sommer-OL 2016 |
| 2   | Tyskland | 3 | 1 | 2 | 0 | 5  | 2  | +3 | 5 | Kvalificeret til slutspillet og sommer-OL 2016 |
| 3   | Tjekkiet | 3 | 1 | 1 | 1 | 6  | 3  | +3 | 4 |                                                |
| 4   | Serbien  | 3 | 0 | 1 | 2 | 1  | 7  | −6 | 1 |                                                |

| 17. juni 2015 18:00 |

| Tjekkiet      | 1 - 2 | Danmark                       |
| ------------- | ----- | ----------------------------- |
| Kadeřábek 35' |       | Vestergaard 56' · Sisto 84' · |

| Eden Arena, Prag Tilskuere: 15.987 Dommer: Szymon Marciniak (Polen) |

| 17. juni 2015 20:45 |

| Tyskland | 1 - 1   | Serbien       |
| -------- | ------- | ------------- |
| Can 17'  | Rapport | Djuricic 8' · |

| Generali Arena, Prag Tilskuere: 5.490 Dommer: Javier Estrada Fernández (Spanien) |

| 20. juni 2015 18:00 |

| Serbien | 0-4     | Tjekkiet                            |
| ------- | ------- | ----------------------------------- |
|         | Rapport | Kliment 7', 21', 56' · Frýdek 59' · |

| Generali Arena, Prag Tilskuere: 16.253 Dommer: Clément Turpin (Frankrig) |

| 20. juni 2015 20:45 |

| Tyskland                      | 3-0     | Danmark |
| ----------------------------- | ------- | ------- |
| Volland 32', 48' · Ginter 53' | Rapport |         |

| Eden Arena, Prag Tilskuere: 13.268 Dommer: Sergei Karasev (Rusland) |

| 23. juni 2015 20:45 |

| Tjekkiet   | 1-1     | Tyskland     |
| ---------- | ------- | ------------ |
| Krejčí 66' | Rapport | Schulz 55' · |

| Eden Arena, Prag Dommer: Danny Makkelie (Holland) |

| 23. juni 2015 20:45 |

| Danmark                | 2-0     | Serbien |
| ---------------------- | ------- | ------- |
| Falk 21' · Fischer 47' | Rapport |         |

| Generali Arena, Prag Dommer: Anastasios Sidiropoulos (Grækenland) |

### Gruppe B
| Pos | Hold     | K | V | U | T | M+ | M- | MF | P | Grupperesultat                                 |
| --- | -------- | - | - | - | - | -- | -- | -- | - | ---------------------------------------------- |
| 1   | Portugal | 3 | 1 | 2 | 0 | 2  | 1  | +1 | 5 | Kvalificeret til slutspillet og sommer-OL 2016 |
| 2   | Sverige  | 3 | 1 | 1 | 1 | 3  | 3  | 0  | 4 | Kvalificeret til slutspillet og sommer-OL 2016 |
| 3   | Italien  | 3 | 1 | 1 | 1 | 4  | 3  | +1 | 4 |                                                |
| 4   | England  | 3 | 1 | 0 | 2 | 2  | 4  | −2 | 3 |                                                |

| 18. juni 2015 18:00 |

| Italien            | 1-2     | Sverige                                  |
| ------------------ | ------- | ---------------------------------------- |
| Berardi 29' (str.) | Rapport | Guidetti 56' · Kiese Thelin 86' (str.) · |

| Andrův Stadion, Olomouc Tilskuere: 6.719 Dommer: Anastasios Sidiropoulos (Grækenland) |

| 18. juni 2015 20:45 |

| England | 0-1     | Portugal         |
| ------- | ------- | ---------------- |
|         | Rapport | João Mário 57' · |

| Miroslava Valenty-stadion, Uherské Hradiště Tilskuere: 7.167 Dommer: Danny Makkelie (Holland) |

| 21. juni 2015 18:00 |

| Sverige | 0-1 | England       |
| ------- | --- | ------------- |
|         |     | Lingard 85' · |

| Andrův Stadion, Olomouc Tilskuere: 11.257 Dommer: Javier Estrada Fernández (Spanien) |

| 21. juni 2015 20:45 |

| Italien | 0-0     | Portugal |
| ------- | ------- | -------- |
|         | Rapport |          |

| Miroslava Valenty-stadion, Uherské Hradiště Tilskuere: 7.085 Dommer: Szymon Marciniak (Polen) |

| 24. juni 2015 20:45 |

| England       | 1-3     | Italien                          |
| ------------- | ------- | -------------------------------- |
| Redmond 90+3' | Rapport | Belotti 25' · Benassi 27', 72' · |

| Andrův Stadion, Olomouc Tilskuere: 11.563 Dommer: Sergei Karasev (Rusland) |

| 24. juni 2015 20:45 |

| Portugal      | 1-1     | Sverige        |
| ------------- | ------- | -------------- |
| Paciência 82' | Rapport | Tibbling 89' · |

| Miroslava Valenty-stadion, Uherské Hradiště Tilskuere: 7.263 Dommer: Clément Turpin (Frankrig) |

## Slutspil

### Overblik
|  | Semifinaler      | Semifinaler |       |  | Finale        | Finale |  |
|  |                  |             |       |  |               |        |  |
|  | 27. juni – Prag  |             |       |  |               |        |  |
|  | Danmark          | 1           |       |  |               |        |  |
|  | Sverige          | 4           |       |  |               |        |  |
|  |                  |             |       |  |               |        |  |
|  |                  |             |       |  | 30. juni Prag |        |  |
|  |                  |             |       |  | Sverige (s)   | 0 (4)  |  |
|  |                  | Portugal    | 0 (3) |  |               |        |  |
|  |                  |             |       |  |               |        |  |
|  |                  |             |       |  |               |        |  |
|  |                  |             |       |  |               |        |  |
|  | 27. juni Olomouc |             |       |  |               |        |  |
|  | Portugal         | 5           |       |  |               |        |  |
|  | Tyskland         | 0           |       |  |               |        |  |

### Semifinaler
| 27. juni 2015 18:00 |

| Portugal                                                                  | 5-0     | Tyskland |
| ------------------------------------------------------------------------- | ------- | -------- |
| B. Silva 25' · Ricardo 33' · Cavaleiro 45+1' · João Mário 46' · Horta 71' | Rapport |          |

| Andrův Stadion, Olomouc Tilskuere: 9.876 Dommer: Anastasios Sidiropoulos (Grækenland) |

| 27. juni 2015 21:00 |

| Danmark  | 1-4     | Sverige                                                              |
| -------- | ------- | -------------------------------------------------------------------- |
| Bech 63' | Rapport | Guidetti 23' (str.) · Tibbling 26' · Quaison 83' · Hiljemark 90+5' · |

| Generali Arena, Prag Tilskuere: 9.834 Dommer: Sergei Karasev (Rusland) |

### Finale
| 30. juni 2015 20:45 |

| Sverige | 0-0 (e.f.s) | Portugal |
| ------- | ----------- | -------- |
|         | Rapport     |          |

| Eden Arena, Prag Tilskuere: 18.867 Dommer: Szymon Marciniak (Polen) |

|                                                     |     | Straffesparkskonkurrence                  |  |
| Guidetti Kiese Thelin Augustinsson Khalili Lindelöf | 4–3 | Paciência Tozé Esgaio João Mário Carvalho |  |

## Målscorere
3 mål
- Jan Kliment

2 mål
- Kevin Volland
- Marco Benassi
- João Mário
- John Guidetti
- Simon Tibbling

1 mål
- Martin Frýdek
- Pavel Kadeřábek
- Ladislav Krejčí
- Uffe Bech
- Rasmus Falk
- Viktor Fischer (fodboldspiller)
- Pione Sisto
- Jannik Vestergaard
- Jesse Lingard
- Nathan Redmond
- Emre Can
- Matthias Ginter
- Nico Schulz
- Andrea Belotti
- Domenico Berardi
- Ivan Cavaleiro
- Ricardo Horta
- Gonçalo Paciência
- Ricardo Pereira
- Bernardo Silva
- Filip Đuričić
- Oscar Hiljemark
- Isaac Kiese Thelin
- Robin Quaison

Kilde: UEFA.com